# Posłowie z okręgu Rzeszów (II RP)
 Posłowie na Sejm II RP z okręgu Rzeszów
Lista posłów według kadencji

## Posłowie na Sejm Ustawodawczy (1919–1922)
- Jan Babicz (PSL ,,Piast”)
- Tomasz Dyło (PSL ,,Piast”)
- Andrzej Pluta (PSL ,,Piast”)

## Posłowie na Sejm I kadencji (1922–1927)
- Kazimierz Rafał Chłapowski (ZLN)
- Bruno Stanisław Gruszka (PSL ,,Piast”)
- Wiktor Ostrowski (ZLN)
- Jan Pieniążek (PSL ,,Piast”)
- Andrzej Pluta (PSL ,,Piast”)

## Posłowie na Sejm II kadencji (1928–1930)
- Jakub Bojko (BBWR)
- Antoni Chudy (PPS)
- Stanisław Janusz (SCh)
- Eugeniusz Opolski (SCh)
- Jan Pieniążek (PSL ,,Piast”)
- Andrzej Pluta (SCh)

## Posłowie na Sejm III kadencji (1930–1935)
- Rudolf Burda (BBWR)
- Adam Habuda (BBWR)
- Józef Liwo (SN)
- Andrzej Lubomirski (BBWR)

## Posłowie na Sejm IV kadencji (1935–1938)
- Jan Dostych (BBWR)

## Posłowie na Sejm V kadencji (1938–1939)
- Adam Kazimierz Dobrowolski (OZN)